# St. Clairsville (Ohio)
St. Clairsville – miasto w Stanach Zjednoczonych, we wschodniej części stanu Ohio w hrabstwie Belmont. Liczba mieszkańców w 2000 roku wynosiła 5079.